# Obrót eliptyczny
Obrót eliptyczny – złożenie dwóch powinowactw prostokątnych o przecinających się osiach, których skale powinowactwa są równe odpowiednio {\displaystyle s} i {\displaystyle {\frac {1}{s}}.}
Bardziej poglądowo jest to złożenie 3 przekształceń geometrycznych:
- powinowactwa prostokątnego o osi {\displaystyle k} i skali {\displaystyle s,}
- obrotu dookoła punktu {\displaystyle O} leżącego na osi {\displaystyle k} o kąt {\displaystyle \theta ,}
- powinowactwa prostokątnego o osi {\displaystyle k} i skali {\displaystyle {\frac {1}{s}}.}

## Własności
- Jedynym punktem stałym obrotu eliptycznego jest środek obrotu.
- Figurami stałymi obrotu eliptycznego są między innymi elipsy o środku w punkcie {\displaystyle O,} którymi osiami jest prosta {\displaystyle k} oraz prosta przechodząca przez punkt {\displaystyle O} i prostopadła do prostej {\displaystyle k,} przy tym stosunek półosi dla każdej z tych elips jest równy {\displaystyle s.}
- Obrót eliptyczny nie zmienia pola figury. Z tego wynika, że jest przekształceniem ekwiafinicznym.